# Baie de la Bouteille
Pour les articles homonymes, voir Bouteille (homonymie).
La Baie de la Bouteille est une baie du Réservoir Taureau, dans le territoire non organisé de Baie-de-la-Bouteille, dans la municipalité régionale de comté (MRC) de Matawinie, dans la région administrative de Lanaudière, au Québec, au Canada.
Dès le milieu du XIXe siècle, la foresterie a été l'activité économique prédominante dans le secteur. Dès le XXe siècle, les activités récréotouristiques ont été mises en valeur. Ce plan d'eau est très réputé pour la navigation de plaisance.
La surface du lac est généralement gelée de novembre à avril ; néanmoins, la circulation sécuritaire sur la glace est habituellement de la mi-décembre à la fin mars.

## Géographie
La "Baie de la Bouteille" est située au sud-est du Réservoir Taureau. Cette baie est située à la limite ouest de la Réserve faunique Mastigouche.

## Toponymie
En Matawinie, le terme "Bouteille" utilisé dans plusieurs toponymes interreliés fait référence à un territoire non organisé, une baie, un ruisseau et un lac.
Le toponyme "Baie de la Bouteille" a été officialisé le 5 décembre 1968 à la Banque des noms de lieux de la Commission de toponymie du Québec.